# Dança Macabra
Dance Macabre (em português, "Dança Macabra") é um livro de não ficção do escritor Stephen King, lançado em 1981. No livro Stephen King analisa o entretenimento de horror (como filmes, livros, gibis e seriados) dos anos 50 aos anos 80.

## Sinopse
Dança Macabra é o primeiro livro de não ficção escrito por Stephen King. Nele, Stephen passa um pente fino no entretenimento do horror dos anos 50 aos anos 80. Aqui ele debate sobre os filmes, livros, gibis, seriados, e tantas outras formas usadas para expressar os sustos e divertir os ansiosos por sangue. Do pior ao melhor King vai desconstruindo cuidadosamente as obras que fala a respeito, explicando cada detalhe. Um verdadeiro almanaque do terror.